# どきどきフェノメノン
『どきどきフェノメノン』(A phenomenon among students)は、森博嗣による日本の小説作品。

## 概要
ミステリ作家として知られる作者の初のラブコメディ作品。『野性時代』（角川書店）に連載されていた。
文庫版では女優の多部未華子が巻末の解説を担当している。
- 単行本：角川書店、2005年4月、ISBN 4048735993
- ノベルス：カドカワ・エンタテインメント、2006年10月、ISBN 4047881813
- 文庫版：角川文庫、2008年4月25日、ISBN 9784043891016

## あらすじ
大学院生の佳那は、毎日がどきどきの連続。好きな人の家を突き止めたり、公園で見かける彼の行動を密かに窺ったり……。
謎の怪僧・武蔵坊、大学院の後輩・水谷と鷹野、指導教官の相澤、公園で犬の銅像を磨く謎の男性、佳那をどきどきさせる面々は皆揃って変わり者…?

## 登場人物
窪居 佳那（くぼい かな）
24歳。大学院のドクタコース（博士課程）に在籍している。「どきどき」の探求が趣味の一つ。時々酒癖が悪くなることなど、7つの大きな悩みを抱えている。
武蔵坊（むさしぼう）
謎の怪僧。佳那の父親の知り合い。濃い眉毛と無精ひげの巨体な男。怪力の持ち主。
藤木 美保（ふじき みほ）
佳那の友人。剣道の教室で知り合った。花屋でバイトをしている。
水谷 浩樹（みずたに ひろき）
佳那の2年後輩。マスタコース（修士課程）1年生。人形オタク。人形に佳那と同じ服を着せている。表情の変化に乏しい。
鷹野 史哉（たかの ふみや）
佳那の2年後輩。マスタコース1年生。水谷と同級。スポーツマンタイプの爽やかな青年。佳那のことが好き?
相澤 慎人（あいざわ まさと）
佳那の指導教官。准教授。ダンディーな男性。